# Сабле (печенье)
Сабле (фр. sablé, «песочный») — вид традиционного сухого рассыпчатого французского печенья, выпекаемого из песочного теста, обычно круглой формы с рифлёным краем.

## История
По сведениям, дошедшим из писем Мадам де Севинье, эти кондитерские изделия впервые появились в 1670 году в местечке Сабле-сюр-Сарт департамента Сарт.

## Рецепт
Тесто готовится из одной части сахара, двух частей сливочного масла и трёх частей муки высшего сорта, в тесто могут добавляться желтки яйца, загустители, картофельный крахмал.
Печение может начиняться каким-либо джемом, или иной начинкой, например, со вкусом миндаля, лимона или апельсина.

## Разновидности
Во многих регионах традиционно изготавливаются свои варианты сабле (Lunettes de Romans в коммуне Роман-сюр-Изер), иногда производимые местными компаниями, такими как Biscuiterie de l’Abbaye из Лонле-л'Аббеи.
За пределами Франции этот вид печенья вошёл во многие национальные кухни, например, получило известность венское сабле из Австрии.